# Jonathan Joseph-Augustin
Jonathan Joseph-Augustin dit "Jo", né le 13 mai 1981 à Tremblay-en-France, est un footballeur français jouant au poste de défenseur.
Il a participé à la Coupe du monde des moins de 20 ans 2001 avec l'équipe de France U-20.

## Statistiques
- 14 matchs en Ligue 1
- 70 matchs et 2 buts en Ligue 2
- 66 matchs et 4 buts en 1re division belge